# الاتفاق الأنجلو-روسي
الاتفاق الأنجلو-روسي (بالإنجليزية: Anglo-Russian Entente)‏ هو حلف وُقِّع 31 أغسطس 1907 في سانت بطرسبرغ. الاتفاق الأنجلو-روسي الموقَّع في عام 1907 قد جعل العلاقات البريطانية الروسية تعود إلى الواجهة بسبب ترسيخ الحدود والتحكم في بلاد فارس، أفغانستان والتبت.

## الخلفية
خلال الثلث الأخير من القرن التاسع عشر، أدى تقدم الإمبراطورية الروسية إلى آسيا الوسطى وتوطيد سيطرة بريطانيا العظمى على جنوب آسيا إلى تنافس شديد بين القوتين الأوروبيتين. تركزت المصالح المتضاربة على أفغانستان وإيران والتبت، وهي ثلاث دول شكلت حاجزًا بين القوتين. ساعد ظهور الإمبراطورية الألمانية كقوة عالمية وهزيمة روسيا في عام 1905 على يد قوة آسيوية ناشئة، إمبراطورية اليابان، في الحرب الروسية اليابانية، في إقناع بعض المسؤولين البريطانيين والروس بالحاجة إلى حل خلافاتهم في آسيا. كان هناك حديث عن الوفاق خلال ثمانينيات وتسعينيات القرن التاسع عشر، خاصة بعد احتلال بريطانيا لمصر في عام 1882. ومع ذلك، كانت هناك مقاومة شديدة في بريطانيا لاتفاق مع روسيا. في الفترة التي سبقت المؤتمر، كانت هناك مناقشات حول مسألة المضائق التركية. اعتقد وزير الخارجية السير إدوارد غراي أن الوفاق مع روسيا فكرة جيدة. في 20 أكتوبر عام 1905، خلال الانتخابات، قال:
... إذا قبلت روسيا، بود وبكل حب، عزمنا على الحفاظ على الحيازة السلمية لممتلكاتنا الآسيوية، فأنا متأكد تمامًا من أنه لن تجعل أي حكومة في هذا البلد من أعمالها إحباط أو عرقلة سياسة روسيا في أوروبا. على العكس من ذلك، من المرغوب فيه بشكل عاجل إعادة تأسيس موقف روسيا ونفوذها في مجالس أوروبا.
وبعد ذلك كتب إلى سفيره في روسيا السير آرثر نيكولسون:
ليس لنا أن نقترح تغييرات فيما يتعلق بالشروط التعاهدية للدردنيل. أعتقد أن بعض التغيير في الاتجاه الذي تريده روسيا سيكون مقبولًا ويجب أن نكون مستعدين لمناقشة السؤال إذا عرضته روسيا.
في أوائل عام 1907، أثار ألكسندر إيزفولسكي، السفير الروسي في باريس، السؤال. أجريت محادثات في لندن مع السفير الروسي ألكسندر بينكندورف. لا يُعرف الكثير عن مضمون تلك المحادثات لكن «يبدو أنه تم تقديم اقتراح بأن روسيا يجب أن تخرج بحرية من البحر الأسود عبر المضائق، بينما يجب أن يكون للقوى الأخرى الحق في إرسال سفنها الحربية إلى المضائق دون الذهاب إلى البحر الأسود» إلى جانب بعض الحديث عن «احتلال روسيا للبسفور وإنجلترا الدردنيل، وبعد ذلك يمكن فتح المضائق للسفن الحربية الأخرى أيضًا». في حالة عدم حدوث أي شيء من المناقشات في ذلك الوقت.

### نهوض ألمانيا
في 20 مايو عام 1882، دخلت ألمانيا في التحالف الثلاثي مع إيطاليا والنمسا والمجر، لتكمل صعودها الصناعي والاجتماعي والسياسي في الساحة العالمية. علاوة على ذلك، زادت ألمانيا إنتاجها العسكري بشكل كبير من أوائل القرن العشرين حتى اندلاع الحرب العالمية الأولى. في ظل الدولة الألمانية الموحدة، عمل أوتو فون بسمارك على زيادة النفوذ العالمي للأمة والوصول إلى ما كان آنذاك ذروة القوة الألمانية. بينما كانت بريطانيا وروسيا معادية للمخططات الألمانية في المنطقة، كان أعضاء التحالف الثلاثي بدورهم يعارضون النفوذ الأنجلو-روسي في آسيا. وبالتالي، كان التوسع العسكري والإقليمي هو مفتاح ألمانيا لجعل نفسها لاعبًا رئيسيًا في الساحة الدولية للسلطة. اتخذ اهتمام ألمانيا بالشرق الأوسط موقعًا ثانويًا، تابعًا لسياسة ألمانيا الأولية تجاه أوروبا، طوال أواخر القرن التاسع عشر وأوائل القرن العشرين. على الرغم من أهميتها الثانوية، إلا أنها كانت أداة تم استخدامها للتلاعب بالمحاولة الشرق أوسطية للتغلب على القوى الغربية ضد بعضها البعض. حققت برلين طريقها السلمي إلى الإمبراطورية العثمانية وكان لديها القليل من التطلعات الاستعمارية في المنطقة.